# Harvest Rain
Harvest Rain è un progetto musicale statunitense guidato da Jason A. Thompkins, originario della Carolina del Sud. Generalmente ricollegata alla scena Neofolk, la band, creata nel 1994-1995, ha dato alla luce numerosi album e partecipazioni a compilations.
Tra i membri di Harvest Rain va segnalato Jamey Thompkins, fratello minore di Jason. Degna di rilievo è la stretta collaborazione con il progetto cileno Der Arbeiter di Juan A., nonché la partecipazione del pittore e musicista statunitense Tor Lundvall alla canzone che dà il titolo all'album Night Chorus e di Matt Howden (mente dei Sieben, collaboratore di Spiritual Front e membro di Sol Invictus, Pigsix 4, Duo Noir, HaWthorn, Raindogs e Stiki) su due tracce del demo A Frost Comes With the Wind.
La musica di Harvest Rain è caratterizzata da una matrice "sognante" caratterizzata da un senso di distanza grazie all'uso e abuso di delay e riverbero, strutture minimali e voci calde e trasognate. 
I testi sono improntati a un immaginario romantico legato ai temi dell'Autunno e del Sud degli U.S.A.: spettri e ambientazioni crepuscolari, Hyperborea/Thule, la notte ed il lato oscuro della storia del Sud fungono da perno delle liriche, peraltro fortemente influenzate dal pensiero del filosofo cileno Miguel Serrano, del quale l'album Blood Hymns riporta una rara testimonianza audio nel brano My Butterfly/Morning Star. Lo stesso album The Land of Tears is so Mysterious è dedicato a Serrano.

## Discografia
- A Frost Comes with the Wind, OPN, 2002 – demo/CD
- Evening and Devotion, OPN, 2004 – 7"
- Night Chorus, OPN, 2005
- Songs from Evening, War Office Propaganda, 2005 – CD-R
- Night's Glow, War Office Propaganda, 2006
- Blood Hymns, OPN, 2007
- The Evening And Devotion, Not On Label, 2008 - EP (CDr)
- The Land of Tears is so Mysterious, Collapsor Records, 2010